# Amal Al Qubaisi
Amal Al Qubaisi (in arabo أمل القبيسي‎?; Abu Dhabi, 18 ottobre 1969) è un architetto e politica emiratina, Presidente del Consiglio Federale Nazionale (FNC) degli Emirati Arabi Uniti dal 2015 al 2019. È stata la prima donna leader dell'Assemblea degli Emirati Arabi e del mondo arabo. In precedenza è stata presidente del Consiglio Educativo di Abu Dhabi Nella sua carriera professionale si è occupato di ingegneria e conservazione del patrimonio nazionale.

## Biografia
È nata ad Abu Dhabi dove si è formata. Ha conseguito una laurea in architettura nel 1993 presso l'Università degli Emirati Arabi Uniti prima di ottenere  un dottorato di ricerca nel Regno Unito nel 2000 in Ingegneria architettonica presso l'Università di Sheffield. Ha l'unico dottorato di ricerca al mondo nella conservazione del patrimonio architettonico degli Emirati Arabi Uniti.  Dal 2000 al 2006 è stata assistant professor di architettura presso l'Università degli Emirati Arabi Uniti. In qualità di architetto, ha collaborato con l'UNESCO per documentare e preservare più di 350 siti storici negli Emirati Arabi Uniti, tra cui i forti di Al Jahili e Al Hosn.
Nel 2001 è stata nominata presidente dell'unità del patrimonio culturale dell'Autorità per il turismo e lo sviluppo economico di Al Ain. Ne è stata presidente fino al 2003.

### Carriera politica
Il 16 dicembre 2006 ha partecipato alle prime elezioni amministrative indette negli Emirati. Ha ricoperto il terzo dei quattro seggi contesi. Nel 2007 si è insediata come membro del Consiglio nazionale federale per Abu Dhabi, diventando la prima donna eletta membro della Camera. Ha presieduto la commissione istruzione, gioventù, media e cultura. Membro della commissione salute, lavoro e affari sociali.
Nel 2011, Al Quabaisi è stata eletta prima vicepresidente del Consiglio nazionale federale, il che le ha permesso, nel gennaio 2012, di essere la prima donna a presiedere una sessione dell'Assemblea nazionale. Nel 2014 è stata nominata presidente dell'Abu Dhabi Education Council.
Il 18 novembre 2015, Amal Al Qubaisi è stata eletta presidente del Consiglio nazionale federale,  diventando la prima donna leader di un'assemblea nazionale nel Paese.